# Acquasparta
Acquasparta är en ort och kommun i provinsen Terni i regionen Umbrien i Italien. Kommunen hade 4 394 invånare (2022).